# Jaime Balmes

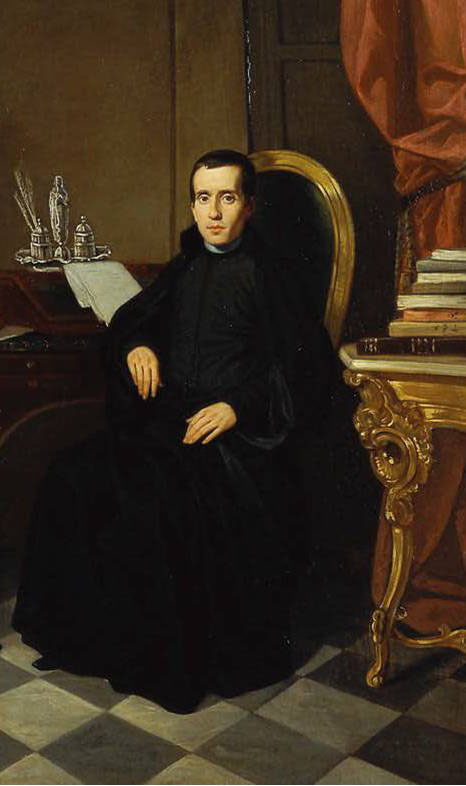
Jaime Balmes (Real Academia de la Historia)

Jaime Balmes (mit vollem Namen Jaime Luciano Balmes y Urpiá; katalanisch: Jaume Llucià Antoni Balmes i Urpià; * 28. August 1810 in Vic; † 9. Juli 1848 ebenda) war ein spanischer Philosoph, Theologe, katholischer Apologet, Soziologe und politischer Schriftsteller. Balmes, der mit der Lehre des heiligen Thomas von Aquin vertraut war, war ein origineller Philosoph, der keiner bestimmten Schule oder Strömung angehörte. 1848 wurde er in die Real Academia Española gewählt; er starb jedoch, bevor er seinen Sitz einnehmen konnte. Papst Pius XII. bezeichnete ihn als Fürst der modernen Apologetik.

## Leben
Balmes wurde in Vic in der Region Katalonien in Spanien geboren und am selben Tag in der Kathedrale dieser Stadt auf den Namen Jaime Luciano Antonio getauft. Er starb in der gleichen Stadt. 1817 begann Balmes sein Studium am Priesterseminar in Vic. Im Jahr 1825 erhielt er in Solsona vom Bischof dieser Stadt, Manuel Benito Tabernero, die Tonsur.
Von 1825 bis 1826 studierte Balmes Theologie, ebenfalls im Priesterseminar von Vic. Dank eines Stipendiums konnte er vier Jahre Theologie am Kolleg San Carlos der Universität von Cervera studieren.
Wegen Schließung der Universität von Cervera verbrachte Balmes weitere zwei Jahre in Vic mit Privatstudien. Am 8. Juni 1833 schloss er das Theologiestudium ab. 1835 wurde er in Theologie promoviert und erhielt den Bachelor in kanonischem Recht.
Er unternahm mehrere Versuche, an der Universität von Barcelona zu lehren, aber da er keinen Erfolg hatte, erteilte er für einige Zeit Privatunterricht in Vic. Schließlich wurde er 1837 vom Stadtrat dieser Stadt zum Professor für Mathematik ernannt, ein Amt, das er vier Jahre lang innehatte. 1839 starb seine Mutter, Teresa Urpiá. Im Jahr 1841 zog er nach Barcelona.
In diesen Jahren begann er bereits mit seiner kreativen Tätigkeit und verfasste Beiträge für verschiedene Zeitungen und Zeitschriften: La Paz, El Madrileño Católico, La Civilización sowie mehrere Pamphlete, die die Aufmerksamkeit der Leser auf sich zogen.
Im Jahr 1841 entwickelte Balmes eine umfangreiche schriftstellerische Aktivität, dass seine Schriften und seine Persönlichkeit innerhalb weniger Monate in ganz Europa bekannt wurden. Laut Professor Alexandra Wilhelmsen war er nach dem ersten Karlistenkrieg ein aktiver Kämpfer und Propagandist für die Sache von Don Carlos IV.
In den folgenden Jahren legte er seine politischen und sozialen Ideen und apologetischen Argumente in Hunderten von Artikeln in verschiedenen Medien wie der vierzehntäglichen Zeitschrift La Sociedad und der Wochenzeitung El Pensamiento de la Nación dar. Balmes starb 1848 in Vic an Tuberkulose.
Die Carrer de Balmes, eine der Hauptverkehrsachsen Barcelonas, ist nach ihm benannt.

## Schriften (Auswahl)

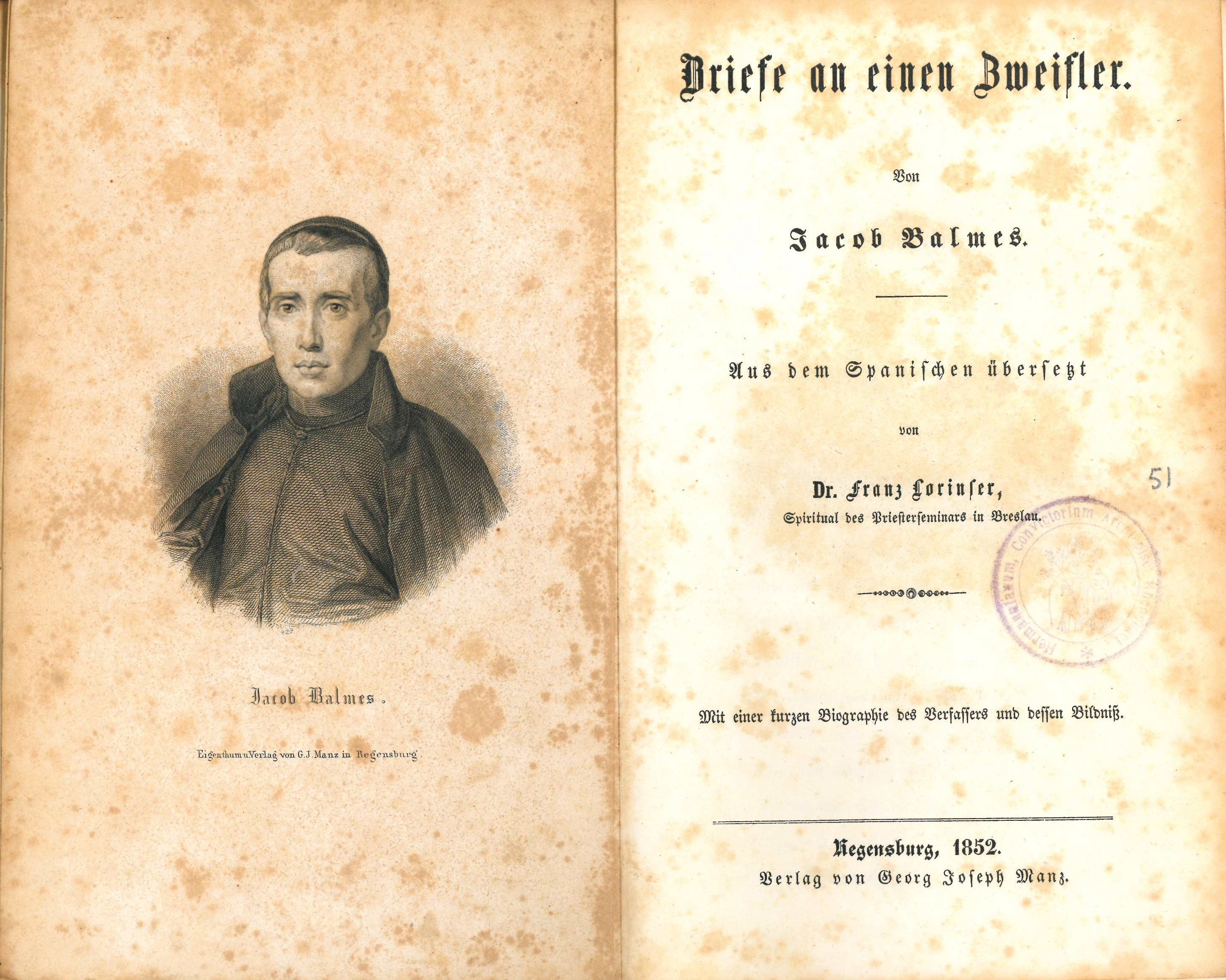
Deutsche Ausgabe „Briefe an einen Zweifler“, Regensburg 1852

- Lehrbuch der Elemente der Philosophie
- Briefe an einen Zweifler, Verlag Georg Joseph Manz, Regensburg 1852
- Lehrbuch der Logik, Verlag Georg Joseph Manz, Regensburg 1861
- Weg zur Erkenntnis des Wahren
- Protestantismus und Katholizismus in ihren Beziehungen zur europäischen Civilisation, 1842–1845
- Die wichtigsten Religionswahrheiten
- Die katholischen Klosterorden in ihrer Bedeutung für die Weltgeschichte
- Der praktische Verstand
- Pius IX., 1847